# Edward Grey

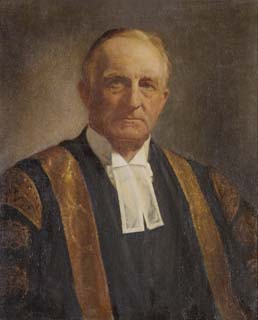
Lord Grey of Fallodon

Edward Grey, 1. wicehrabia Grey of Fallodon KG (ur. 25 kwietnia 1862 w Londynie, zm. 7 września 1933 w Fallodon) – polityk brytyjski, członek Partii Liberalnej, minister spraw zagranicznych w latach 1905–1916 w rządach Henry’ego Campbella-Bannermana i Herberta Henry’ego Asquitha. Krewny Charlesa, 2. hrabiego Grey, premiera Wielkiej Brytanii w latach 1830–1834. Kierował brytyjską dyplomacją nieprzerwanie przez dokładnie 11 lat – dłużej niż ktokolwiek inny w historii.
Był synem pułkownika George’a Henry’ego Greya i Harriet Pearson, córki Charlesa Pearsona. Wykształcenie odebrał w Temple Grove School, Winchester College oraz Balliol College na Uniwersytecie Oksfordzkim. Na studiach grał w tenisa. W 1883 r. wygrał zawody w Oksfordzie. W latach 1889, 1891, 1895, 1896 i 1898 był mistrzem Anglii. W 1884 r. został asystentem prywatnego sekretarza Hugh Childersa, Kanclerza Skarbu. W październiku 1885 r. poślubił Dorothy Widdrington.
Karierę polityczną rozpoczął w 1885 r. jako liberalny członek Izby Gmin z okręgu Berwick-upon-Tweed. W latach 1892–1895 był podsekretarzem stanu w Ministerstwie Spraw Zagranicznych. W roku 1905 został ministrem spraw zagranicznych, przeprowadził wzmocnienie ententy z Francją i zbliżenie do Rosji (1907). Latem 1914 r. próbował skłonić Niemcy do wycofania wojsk z Belgii. Wobec niepowodzenia tych prób, opowiedział się stanowczo za realizacją zobowiązań sojuszniczych, czym doprowadził Wielką Brytanię do udziału w I wojnie światowej. Cesarz Wilhelm II Hohenzollern uznał go potem za głównego wroga Niemiec i osobę odpowiedzialną za przekształcenie wojny w konflikt światowy.
W 1916 r. był zmuszony do usunięcia się z życia politycznego z powodu choroby oczu. Otrzymał tytuł 1. wicehrabiego Grey of Fallodon. W latach 1919–1920 był posłem brytyjskim w Waszyngtonie. W roku 1921 powrócił do polityki, jako przywódca niezawisłych liberałów i przeciwnik Lloyd George’a. Zmarł w 1933 r. Wraz z jego śmiercią wygasł tytuł parowski.
Słynął z precyzyjnego rozkładu zajęć i punktualności. Był wielkim miłośnikiem wędkarstwa i znawcą ptaków. W swojej posiadłości Fallodon stworzył rezerwat dzikiego ptactwa. Został ministrem spraw zagranicznych, choć poza słabą znajomością francuskiego nie mówił w żadnym obcym języku i niemal nie podróżował poza Wielką Brytanię. Mimo to jest uważany za jednego z najwybitniejszych polityków brytyjskich początku XX wieku. Polityczny mentor Winstona Churchilla.
Napisał pamiętniki, wyjaśniające genezę wojny światowej: Twenty-Five Years, 1892–1916 (1925).
Jest autorem komentarza, wypowiedzianego w sierpniu 1914, na początku I wojny światowej: „W całej Europie gasną światła lamp. Nie zobaczymy ich ponownie za naszego życia” (The lamps are going out all over Europe; we shall not see them lit again in our lifetime).